# Нуми-Торум
Ну́ми-То́рум  (букв. «верхний бог»; манс. Нуми-Тōрум, Нум-Тōрум) — небесный бог в ханты-мансийской мифологии.

## Другие названия
Другие имена этого божества — «Белый старик», «Золотой свет», «Господь». Его также называли «Верхним богом», «Большим стариком» (Алле-ики). Слово торум имело много значений — «небо», «Вселенная», «погода», «бог» (как и финское слово «юмала», давшее имя верховному божеству Юмале).

## Семья
У Нуми-Торума есть братья: Куль-Отыр (чёрт), громовержец Сяхыл-Торум, Этпос-Ойка (месяц) и Хотал-эква (солнце). 
Дедушкой Нуми-Торума является Опыль. Отец — Корыс-Торум
У Нуми-Торум'а также есть жена — Калтась-эква. Шесть сыновей и дочь небесного бога стали территориальными духами-покровителями. 
- Полум-Торум (на реке Пелым),
- Ас-ях Торум (в низовьях Оби),
- Нер-Ойка (Урал),
- Аут-отыр (на реке Аут, его символ — щука),
- Ай-Ас-Торум (в верховьях Оби — так называемый «Обский старик», с рогами и хоботом, притягивавшем рыбу, его идол стоял около Обдорска),
- Тахткотль-Торум (река Сосьва, символ — лягушка)
- дочь Казым-ими, непобедимая богатырша.

Всеобщее значение у хантов и манси получил седьмой сын Нуми-Торума — Мир-Суснэ-хум («За миром наблюдающий человек») — посредник на путях живых и мертвых.

## Назначение
Нум-Торум являлся создателем мира. Он (в других мифах — его отец Корыс-Торум) велел гагаре, плававшей в водах Мирового океана, трижды нырять на дно, пока она не вынесла в клюве ил, из которого Нуми-Торум стал творить землю. Он также создаёт людей и менквов.
Врагом Нуми-Торума является Куль-отыр.

## Описание
Народное воображение представляло его седым старцем в сияющих золотом одеждах. Сидя на небе на золотом стуле, он держит в руке посох с золотым набалдашником и наблюдает в дыру за жизнью на земле. Легенды гласят: «На верхнем небе выстроено жилище Нум-Торума, с серебряным дымоходом, с золотым дымоходом». Дом полон богатства, в нём семь отделений, где хранятся книги судьбы. Перед домом — столб для привязывания верховых лошадей и лестница, соединяющая небо и землю. На священном лугу с золотой травой пасутся лошади, коровы и олени. Крылатая Калм — вестница богов обеспечивает передачу приказов и новостей.